# Lycisca ogloblina
Lycisca ogloblina är en stekelart som beskrevs av Karl-Johan Hedqvist 1961. Lycisca ogloblina ingår i släktet Lycisca och familjen puppglanssteklar. Inga underarter finns listade i Catalogue of Life.